# Cyclasteropinae
Cyclasteropinae is een onderfamilie van kreeftachtigen uit de klasse van de Ostracoda (mosselkreeftjes).

## Geslachten
- Alphaleberis Kornicker, 1981
- Amboleberis Kornicker, 1981
- Cyclasterope Brady, 1897
- Cycloleberis Skogsberg, 1920
- Leuroleberis Kornicker, 1981
- Mesoleberis Kornicker, van Bakel, Fraaije & Jagt, 2006 †
- Tetraleberis Kornicker, 1981